# FSP Group
FSP Group (FSP Technology Inc.) — тайваньская компания, основанная в 1993 году, производитель блоков питания для различной техники. По собственным заявлениям, пятый по величине производитель блоков питания в мире. Имеет международные представительства с офисами в Великобритании, Германии, США, России, Японии, Индии, Корее, Китае, и с недавнего времени во Франции.

## Продукция
Основные линии продуктов включают:
1. Блоки питания для ПК[4][5] (FSP PNR[прояснить]) и промышленных целей
2. ODM или OEM Блоки питания
3. Open Frame[прояснить]
4. Блоки питания для LCD телевизоров
5. Адаптеры питания
6. Корпуса
7. Батареи для телефонов

FSP разработали свой собственный розничный бренд «FSP» в 2003 году. Блоки питания производства FSP продаются компаниями Antec, Sparkle Power International (SPI), OCZ, SilverStone Technology, Thermaltake, Nexus и Zalman под их собственными именами.
Также FSP выпускает широкий круг блоков питания для ноутбуков, источников бесперебойного питания (ИБП) и зарядных устройств для мобильных USB устройств.
В 2012 представлена новая линейка продуктов под брендом Amacrox.